# フィニアス・ゲージ

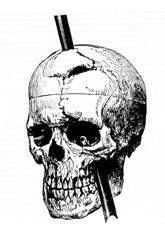
突き棒がゲージの頭蓋骨を貫いた様子。主治医のJ.M.ハーロウによる。

フィニアス・P.ゲージ（Phineas P. Gage、1823 - 1860）は、米国の鉄道建築技術者の職長である。今日では、大きな鉄の棒が頭を完全に突き抜けて彼の左前頭葉の大部分を破損するという事故に見舞われながらも生還したこと、またその損傷が彼の友人たちをして「もはやゲージではない」と言わしめるほどの人格と行動の根本的な変化を及ぼしたことによって知られている。
このフィニアス・ゲージの事故は、長年「アメリカの鉄梃事件 (the American Crowbar Case)」とよばれ、一時は「他のいかなる事件よりも我々の興味をそそり、予後というものの価値を落とし、生理学の理論を覆しまでした事件」とまで言われた事件であり、19世紀当時の精神と脳とに関する議論、とりわけ脳内の機能分化に関する議論に影響を及ぼした。またこの事件は、脳の特定の部位への損傷が人格に影響を及ぼしうることを示唆したおそらく初めての事例である。
ゲージは、神経学、精神医学、およびこれらの関連分野の課程では必ず登場する名前であり、書籍や論文でもしばしば言及されている。また、音楽グループの名称などにも使われていることがある。 知名度は高いものの、事件の内容については詳しく知られているわけではなく、このため長年にわたって、脳と精神に関する互いに矛盾した様々な理論の裏付けとして引用されるという状態になっている。出版物を対象とした調査では、ゲージについての現代の科学的な発表でさえも、過度に誇張されたり既知の事実に明らかに反していたりと、激しく歪曲させられていることが多いことがわかった。
ダゲレオタイプの肖像写真が、2009年にゲージのものであると確認された (下部参照)。これは、彼を傷つけた鉄の突き棒を手にしており、「凛々しい…身だしなみよく、自信ありげで、堂々としてすら見える」とされ、旧来のイメージと異なる。ある研究者は、この姿を「社会復帰」仮説と矛盾がないものと指摘している。この仮説では、ゲージの精神変化の最も深刻な部分は事故後ほんのしばらく続いただけであって、後年の彼は以前考えられていたよりももっと機能的に行動でき、社会的にもずっと適応できていたとされている。もう一枚の肖像写真（右）が2010年に発見された。

## ゲージの事故
1848年9月13日、25歳のゲージは、作業員の職長として、バーモント州の町カヴェンディッシュ (en)の外れで、ラットランド・アンド・バーリントン鉄道 (en)の路盤を建設するための発破を行う任務にあたっていた。爆薬を仕掛けるために、岩に深く穴を掘り、火薬・ヒューズ（導火線あるいは信管（fuse））・砂を入れて、鉄の突き棒で突き固める作業があった。ゲージはこの仕事を午後4時半ごろ行なっていたが、（おそらく砂が入れられていなかったため）突き棒が岩にぶつかって火花を発し、
火薬が爆発して、彼がそのとき扱っていた直径1と4分の1インチ、長さは3フィートと7インチの道具が彼の頭部を貫いた。鉄の棒は彼の顔の横から入り、左目の後ろを通り抜け、頭頂から抜け出した。
ゲージの事故を「アメリカの鉄梃事件」とした19世紀当時の文献は内容を明確にする必要がある。ゲージの突き棒には鉄梃（バール）につきものの湾曲部や鉤がなく、むしろただの円柱状であり、「円くて、使用によってわりと滑らかになっていた」。
先に突き刺さった側の端は尖っていて、12インチにわたり先が細くなっていた。この形状のため被害者は命を永らえたのだと思われる。この鉄の棒は他では見られないものであり、持ち主の好みを満たすように近傍の鍛冶屋で作られたものである。
重量が6kgあったこの”突然図々しくすっ飛んできた客”は、血液と脳にまみれて25mほど先に落ちたと言われている。
驚くべきことに、ゲージは数分もたたないうちに口を利き、ほとんど人の手も借りずに歩き、街にある自宅への1.2kmを荷車に乗っているあいだ背筋を起こしたまま座っていた。最初に彼のところへ到着した医師はエドワード・H.ウィリアムズ博士であった。
私は馬車から降りるより先に頭の傷口に気がついた。脳の血管の拍動がはっきり見て取れた。ゲージ氏は、私がこの傷口を調べている間、周囲の人に自分が怪我を負った時の様子を語っていた。私はそのときゲージ氏の述べることを信じず、彼が騙されたのだと思った。ゲージ氏はその棒が頭を貫通したのだと言い張った。…ゲージ氏は立ち上がり嘔吐した。嘔吐しようと力んだため、ティーカップ半杯ほどの脳が押し出され、床にこぼれ落ちた。
ジョン・マーティン・ハーロウ医師 (en)が1時間ほど後にこの症例の担当となった。
こう評しても皆さんお許しくださるでしょうが、私の見せられた状態は、軍隊での外科処置に慣れていない者が見たら、まさにおぞましいと言えるものでした。しかし患者は、最も英雄的な断固さをもってその苦痛に耐えていました。彼は私が誰だかすぐ認識し、怪我があまりひどくないと良いがと言いました。彼の意識は完全に清明であるようでしたが、出血のため体力を消耗していました。脈拍は60で整。彼の身体も、横になっていたベッドも、文字通り一塊の血糊となっていました。
ハーロウの熟達した診療にもかかわらず、ゲージの回復には時間がかかり困難を伴った。脳圧が高かったためゲージは9月23日から10月3日までなかば昏睡状態にあり、「話しかけられない限りほとんど口を利かず、返事も1シラブルのみである。友人や看護の者は彼が数時間のうちに亡くなるであろうと予想しており、棺と死装束を準備している。」
しかし、10月7日にはゲージは「起き上がることに成功し、一歩歩いて椅子にたどり着いた」。一か月後には彼は「階段の上り下りができ、家の周りを歩いたり、ベランダに出たりすることができた」。そしてハーロウが一週間留守にしている間ゲージは「日曜以外は毎日通りに出ていた」。彼の希望は、ニューハンプシャーの家族のもとへ帰って「友人らに煩わされずにすむこと…足を濡らして寒気がした」。彼はすぐに熱を出したが、11月半ばまでには「あらゆる点で以前より良好。…再び家の周りを歩いている。頭は全く痛くないとのこと。」この時点でのハーロウの予見は以下のようであった。「ゲージは回復の方向に向かっているようである、ただし制御できるならばだが。」

## その後の人生と旅行

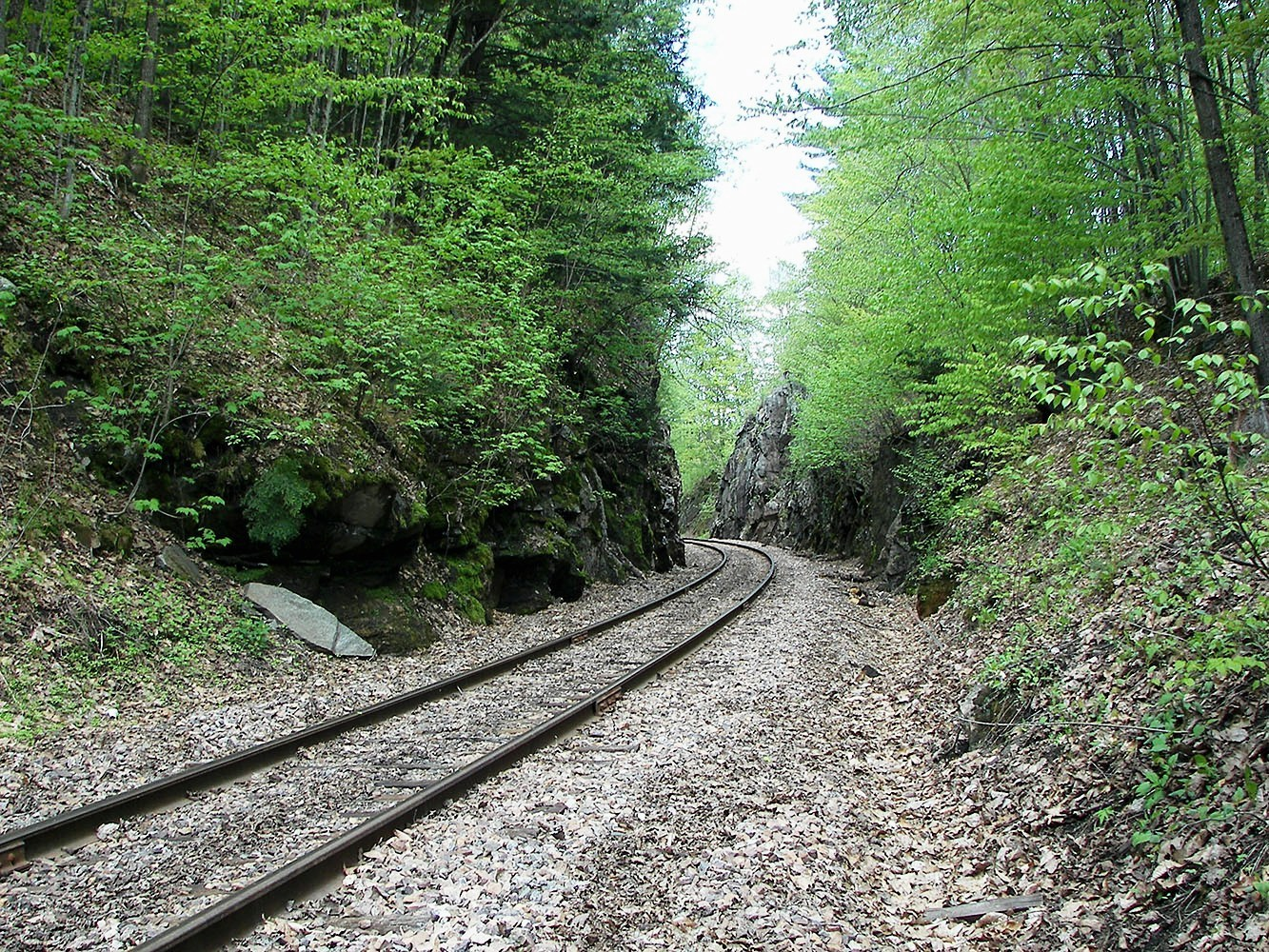
岩の間の切土を通る軌道（バーモント州カヴェンディッシュの南方）。ゲージはこの切土か近傍の同じような切土を造るために爆薬を仕掛けていて事故に遭った。

11月25日までには、ゲージはニューハンプシャー州レバノンの実家へ帰れるくらい健康を取り戻していた。12月の末には「精神的にも身体的にもすっかり良くなり、実家へ馬で向かった」。1849年4月にはカヴェンディッシュへ戻ってきてハーロウを訪問している。このときハーロウは、ゲージの左眼の視力の消失と眼瞼下垂、額の大きな傷痕、および「頭頂部には…深い陥凹がある。長さ2インチ、幅は1インチから1インチ半で、直下に脳血管の拍動を触れる。顔面の左半側に部分麻痺」があることに注目している。これらの症状にもかかわらず、「彼の身体の健康状態は良好であり、私は彼が回復したと認めるのにやぶさかではない。頭は痛まないが、説明しがたい変てこな感覚がすると述べている」。
ハーロウによると、ゲージは元の鉄道敷設の仕事に戻れなかったため、ニューヨーク市のバーナム米国博物館 (en:Barnum's American Museum)にしばらくの間顔を出していたとされるが、これを裏付ける独立した情報はない。しかしながら、近年、ゲージが”もっと大きなニューイングランドの街で”大衆の前に姿を現したというハーロウの発言を支持するような証拠が浮かび上がってきた（ゲージの失業と公衆の面前への登場については下の文章も参照）。
ゲージはのちにニューハンプシャー州ハノーバーの貸し馬車屋で働き、それからチリでバルパライソ - サンティアゴ間の長距離乗合馬車の御者として何年間か働いた。彼の健康状態が衰え始めた1859年ごろに、ゲージはチリを出てサンフランシスコに移り、母親と姉妹の世話のもと体調を回復した（家族は、ゲージがチリに行った頃にニューハンプシャーから引っ越してきていた）。その後の数か月間、ゲージはサンタクララの農場で働いた。

## 死とその後の旅程
1860年2月に、ゲージは初めて痙攣を起こした。これは次第に悪化する一連の痙攣の始まりであり、ゲージはサンフランシスコまたはその近郊で、事故からちょうど12年後の5月21日に死亡した。彼はサンフランシスコのローン・マウンテン墓地 (en)に埋葬された。
1866年、ハーロウはゲージがサンフランシスコで死亡したことを知り、そこに住んでいるゲージの家族と手紙のやり取りを始めた。ハーロウの依頼に応じて、ゲージの家族はゲージの遺体を掘り出し、ニューイングランドのハーロウのもとへ搬送された。事故の1年ほど後にゲージは彼の突き棒をハーバード大学医学部のウォーレン解剖学博物館 (en)に陳列することを許容したが、のちに返還を要求し、（ハーロウによれば）彼が「僕の鉄の棒」と呼んだそれを彼の「人生の残りをずっと一緒に過ごす仲間」とした 。この棒も頭蓋骨とともに東部へと旅をした。ハーロウは、彼の2番目の（1868年）論文のために頭蓋骨と棒を調査した後、これらをウォーレン博物館に再度展示した。今日でもゲージの頭蓋骨と棒は展示されている。鉄の棒には次のような彫り込みがなされている。
これが、1848年9月14日〔ママ〕にバーモント州カヴェンディッシュでフィニアス (Phinehas〔ママ〕)・P.ゲージ氏の頭を射通した棒である。彼は負傷から完全に回復し、この棒をハーバード大学医学部の博物館に展示した。フィニアス・P.ゲージ、レバノン、グラフトン郡、ニューハンプシャー、1850年1月6日。
だいぶ後になってから、サンフランシスコの遺体を市域外の新たな埋葬地へ組織的に移動する計画の一部として、ゲージの頭部のない遺体もサイプレス・ローン墓地 (en)に改葬された。

## 脳の損傷と精神的変化

左前頭葉 (赤)。Ratiuらによると、ゲージは事故でこの部分の前側に損傷を受けた。ハーロウの直接診察と同様である。

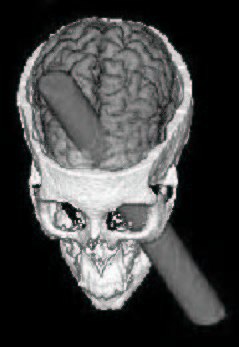
ゲージが受傷した時の突き棒の貫通の様子を再現したCGI。

激しい脳損傷はしばしば死に至るが、ハーロウはゲージを「この事故のためのような男。身体も、意思も、忍耐力も凌駕できる者はほとんどいまい。」と呼び、また既に述べたように鉄の棒の1/4インチの先端が損傷を減弱させたと考えられる。
それにもかかわらず、破損された脳組織は、それが両方の前頭葉だったか左の前頭葉だったかという議論がゲージを診察した医師たちの最初の論文で起きたものの、堅固なものだったに違いない（最初の外傷のみならず、それに続く感染のことを考慮しても）。
ダマシオらによる1994年の研究（ゲージの頭蓋骨ではなく類似の症例のものをモデルとしている）では、両側の前頭葉に損傷があったと結論付けられたが、Ratiuらによる2004年の研究'（ゲージの実物の頭蓋骨のCTスキャンに基づいたもので、編集ビデオで突き棒が通過する様子を視聴できる）では、右脳半球は損なわれていなかったというハーロウの出した結論（ゲージの創傷部位を指で探ったことに基づく）が裏付けられている。
脳神経医のアントニオ・ダマシオ (en)は、前頭葉と情動と実際の意思決定との間の仮説上の連携を説明するのにゲージの例を用いている。

しかしゲージを支持しようとするどの理論も、負傷の性質、程度、継続時間がゲージの精神状態にどれだけ影響したかがあまりに不明確であるという困難にぶつかる。そもそも、負傷前後のゲージがどういう状態であったかほとんど知られていない（当時の彼を直接表現した資料は無いに等しい）。ゲージの死後に記述された精神の変化は、彼が存命中になされた報告のいずれよりももっと劇的なものであり、信頼できるに足ると思われる記述であっても、彼の事故後の人生のどの時点に当てはまるのか明確にはしていない。
ハーロウは、ゲージの身体がほぼ回復し終えたころの1848年の論文で、生じうる心理的症状について暗示だけを述べている。「患者の心理状態の表出は、今後のコミュニケーションに委ねることとしよう。私は、この症例は、啓蒙された生理学者と聡明な哲学者にはとびきり関心を持ってもらえると考えている。」そして1849年の末に数週間にわたってゲージを診察したあと、ハーバード大学の外科教授であったヘンリー・ジェイコブ・ビグロー (en)は、ゲージが「身体と精神の機能においてはすっかり回復している」と言えるところまで行っているが、「機能のかなりの混沌がある」とした。
1868年になって初めて、ハーロウはこの症例の報告のほとんどにこんにち見られる（たいてい誇張されていたり歪曲されていたりはするが － 下記参照）精神的変化の詳細を明かした。記憶に残る言葉で、ハーロウは事故以前のゲージが勤勉で責任感があり、部下の者たちに「非常に好かれていて」、部下たちはゲージのことを「雇用主のうちでいちばん仕事ができて才能もある職長」と見做していたことを説明した。しかし、この同じ部下たちが、ゲージの事故の後では、「彼の精神の変化があまりにも激しくて、元の地位には戻せないと考えた」のだった。
彼の知的才覚と獣のような性癖との均衡というかバランスのようなものが、破壊されてしまったようだ。彼は気まぐれで、礼儀知らずで、ときにはきわめて冒涜的な言葉を口にして喜んだり（こんなことは以前の彼には無かった）、同僚にもほとんど敬意を示さず、彼の欲望に拮抗するような制御や忠告には我慢ができず、ときにはしつこいほどに頑固で、しかし気まぐれで移り気で、将来の操業についてたくさんの計画を発案するものの、準備すらしないうちに捨てられてほかのもっと実行できそうなものにとって代わられるのだった。知性と発言には子供っぽさが見られ、強い男の獣のような情熱を備えていた。事故以前は、学校で訓練を積んでいなかったものの、彼はよく釣合の採れた精神をもち、彼を知る者からは抜け目がなく賢い仕事人で、エネルギッシュで仕事をたゆみなく実行する人物として敬意を集めていた。この視点で見ると彼の精神はあまりにはっきりと根本から変化したため、彼の友人や知人からは「もはやゲージではない」と言ったほどであった。
利用できる数少ない一次資料のうちで、ハーロウが1868年にこの症例について発表したことは他よりも抜きん出て情報に富んでおり、日付についていくつか誤りはあるものの (下記参照)、基本的な信頼性を疑うような理由はない。

上記の内容は、ハーロウがゲージに最後に会ってから20年が過ぎるまで出版されなかったが、ハーロウ自身が事故の直後に作成した記録を引用しているようである。しかし、ハーロウの記述するゲージのほかの振る舞いは、のちのちのゲージの友人や家族とのコミュニケーションに影響を及ぼしていたようであり、またこれらの様々な振る舞い（推定される機能損傷のレベルにより大きく異なる）を、個々の振る舞いがあったゲージの人生の時期に当てはめるのは難しい。このことは、それらの期間にゲージの状態がどうであったかを再構成することを困難にし、ゲージの晩年の行動が事故直後の数年間の物とは明らかに違っていたことを指摘する近年の調査(下記参照) によって改めて重要性を帯びることとなった問題となっている。

## 事実の歪曲と症例の誤用

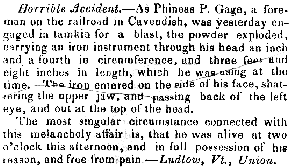
The Boston Post、1848年9月21日。ゲージの突き棒の寸法を実際よりも小さく報道し、上顎の損傷を実際よりも大げさに報道している。

ゲージが事故後に何らかの行動様式の変化を起こしたことは間違いない。しかし、書籍や新聞記事などは、ハーロウやそのほかゲージと関わりのあった人物が話したよりもはるかに大袈裟な言葉で、この変化について述べている。心理学者のマルコム・マクミラン (Malcolm Macmillan)は、著作『奇妙な種類の名声 － フィニアス・ゲージの物語』の中で、この症例の評価の程度を（科学的な面と大衆文化的な面の両方から）調査し、評価がまちまちで一致せず、特に確証には大して基づいておらずときには全く逆の事すら述べていることを見出している。
ゲージが行なったと記述されている行動で、実際の事実の裏付けが無かったり反していたりするものには、酒酔い、妻や子供への虐待（ゲージには妻も子もいなかった）、”先見の明の完全な喪失”、仕事に対する無能さや拒否、自慢癖、”自分の傷痕をやたらと見せびらかしたがる癖”、嘘言、賭け事、口論、威張り散らす癖、窃盗などが挙げられる。ある医学部の教材では、ゲージを「幼い子供たちに性的な悪戯をした件で告発された」と紹介しているものすらある。これらの行動のうちのどれ一つとして、ハーロウも含む実際にゲージと知り合いであった者や家族の者によって報告されたものはない.。

ハーロウ自身は、ゲージの母親と連絡を取り合っていた1868年に、どういうわけかゲージの没年を1861年と間違えているが、いっぽうマクミランはゲージが実際に死んだのは1860年であったと結論を出している。比較的重要度が薄い事柄ではあるが、この症例についての基本的な事実ですら整理することがいかに難しいかを示している顕著な例である。他の例では、いくつかの情報源 で、ゲージの鉄の棒が彼とともに埋葬されたとしているものがあるが、これについての確証はないとされる。
もっと実質的な点として、マクミランは、ゲージが事故後仕事に就くことができなかったことを言い表していると誤って解釈されがちな文章 － 「『さまざまな職場で働き続けた』、仕事をこなし切れずしばしば転職し、『どの職場で働こうとしても、彼はうまくやっていけそうにない理由を見つけ出してばかりいた』」 － のなかで、ハーロウはゲージの事故後の生活全体にわたってのことを述べているのではなく、痙攣が始まった死の直前数か月のみについて述べているのだと指摘している。
頻繁に引用されている文献上の記録の誤りを訂正するという当然ながら重要なことのほかにも、マクミランは「フィニアスの話は、小さな事実の積み重ねがいかに簡単に、大衆的なまたは科学的なお伽話としてまかり通るようになってしまうかということを具体的に示しているという事からも、覚えておくべき価値がある」、また確証の貧弱であることが「我々の手元にあるわずかな事実に、ほとんどあらゆる理論が当てはめられてしまっている」ことに結びついていると述べている。同様の疑念点が、古く1877年にも述べられている。英国の神経学者デイヴィッド・フェリア (en:David Ferrier)は「この問題をはっきり結論付ける」意図で米国に手紙を書き、「脳の疾患や損傷に関する報告書を研究するうちに、私は、お得意の理論なぞを抱える人々によって押し付けられる不正確さと歪曲に驚きっぱなしになった。事実がとてもひどい扱いを受けている。」と訴えた。
かくして、19世紀に生じた、多様な精神機能は脳の特定の部位に局在しているのかどうかを巡っての議論は、どちらの派も自分たちの理論を支持するためにゲージの症例を引用する方法を見つけた。
骨相学者たちもゲージの症例を利用した。彼の精神的変化が「崇拝の器官」ないし隣接する「慈悲の器官」の破損によるものと主張するものである
。
しばしば言われることだが、ゲージの身に起きた事はのちの精神外科の多様な形式の発達、とりわけロボトミーの発達に一役買っている。ゲージの身に生じるものとたいていの場合決めつけられている不快な変化がなぜ外科手術を以って再現しようという発想につながるのかという疑問点は別としても、マクミランによれば、注意深い研究からはそんな関係性は出ないことがわかる。
ゲージの症例が精神外科に直接貢献したという確証は存在しない。脳の手術一般に言えるように、彼の症例から分かったことは、彼が事故から生きながらえたという事のみに由来している。必ずしも死に至るような結果を出さず、たいていの脳の手術は可能である。

## 現代における調査

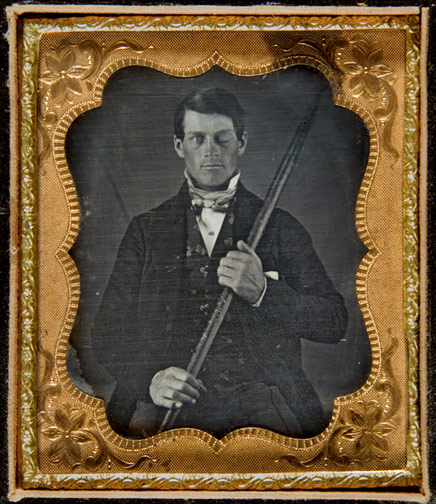
ゲージのダゲレオタイプの写真。2009年に彼のものと分かった。

2008年末までに、それまでは知られていなかったゲージの公衆前での公演の広告が発見された。また彼がチリにいた時期の身体状態・精神状態の報告書、そこでの乗合馬車の御者としての日常業務とおぼしきものの記述、さらにより最近になってから二回目の大衆公演の広告が見つかった。この新しい情報は、環境にほとんど順応できないとハーロウが記述したようなゲージは、事故後の限られた期間のみ存在していただけであったということを示唆する。すなわち、ゲージは結局、負傷したにもかかわらず「どのように生きるかを考えついた」ということであり、その後の人生では以前に考えられていたよりもずっと機能的に動き、社会にもずっとうまく適応していたということである。
マクミランは、同様の負傷をしながら「誰か、また何かが、彼らの人生に、失われた社会的・個人的能力を学び直させるような十分な構造（ゲージの事例であれば、チリでの高度に構造化された雇用状態）を与えた」ような人々を引き合いに出し、この変化はゲージが時を経るにしたがい経験した「社会復帰」を表すものであると仮説を立てている。もしそのとおりなら、マクミランによれば 、理論的にありうる効果とともに、「現時点での確証に、治療が難しくて長期にわたっている症例でさえもリハビリの効果があるかもしれないということが付け加えられる」ということになる。しかし彼は、ゲージが医学的管理なしでそのような回復を達成できたのなら、「正式なリハビリテーションプログラムを行なっている人にとっての限度とは何か？」という疑問を呈している。

2009年には、ゲージのダゲレオタイプの肖像写真（左）が彼のものであると同定された。ゲージの姿かたちを写し取ったものとしては、1850年ごろに取られたライフマスク以外で初めて世に知られたものと言える。これには「姿は損ねられているがそれでも堂々としている」ゲージの姿が映っている。片眼を閉じ、傷痕ははっきり見え、「身だしなみは良く、自信ありげで堂々とすらしており」、例の鉄の棒を手にして、彫り込み（上述）のある部分が見えるようにしている。（この写真の持ち主は、長年の間これが銛を手にしたクジラ獲りの漁師を写したものだと考えていた。）
この写真が真正であることは、肖像上で見えている彫り込みの写真をハーバード大学のウォーレン解剖学博物館にある実物の突き棒の彫り込みと重ねあわせて比較したり、また同様に、肖像画で映っている傷をライフマスクに保存されているものと照合したりして確認された。マクミランは、このダゲレオタイプの写真を、前述の社会復帰仮説と矛盾のないものとして引用している。疑問点をより深く理解するために、マクミランと共同研究者らはゲージの人生と行動に関するさらなる確証を精力的に探し求め、読者が注意を払っていてくれることを期待していくつかの種類の歴史的文書 － 例えば、ゲージが会ったかもしれないと調査で指摘されている医師たちの、またはゲージが行ったかもしれない場所にいた人たちの手紙や日記といったもの － を記載している。
2010年には、ゲージの2枚めの写真が同定された（記事冒頭を参照）。この新たな写真は、複製がゲージ家の少なくとも二つの異なる分家の所有物となっているが、スミソニアン協会から相談を受けたゲージの研究者によれば、2009年に同定されたダゲレオタイプと同じ題材を扱っている。

## 関連記事
- en:Penetrating head injury（英語）
- 高次脳機能障害
- 神経犯罪学
- アナトーリ・ブゴルスキー

## 参考記事
1. ↑  Harlow (1868), Fig. 2, p. 347
2. ↑  Campbell, H.F. (1851) "Injuries of the Cranium—Trepanning".  Ohio Med. & Surg. J. 4(1):31–5, crediting the Southern Med. & Surg. J. (unknown date)
3. ↑  Barker (1995); Macmillan (2000) chs. 7–9.
4. ↑  LeUnes, A. (1974). “Contributions to the history of psychology: 20.  A review of selected aspects of texts in abnormal psychology.”. Psychological Reports 35 (3):  1319–26. PMID 4614305. LeUnesの調査により、ハーロウの1868年の論文が20世紀の精神科学の論文で2番目に多く引用されていることが知られている。大衆文化の例では、グループの名称を「フィニアス・ゲージ」またはそのバリエーションとしている音楽グループがいくつか存在する。
5. ↑  発破の穴は直径がおよそ38mm、深さが1.8mあり、手作業では二人がかりで半日以上かかったと推測される。発破を仕掛けるのに投入されるべき労力と、発破を仕掛ける位置や火薬の量を決定する判断力、そしてときにはこの種の仕事につきものの雇用者－被雇用者関係の紛糾などは、事故前のゲージを他の作業員たちが「職場で最も有能な職長」とみなしていたというハーロウの主張の重要性を強調するものである。
6. ↑  
Harlow (1848), p. 331
7. ↑  Bigelow (1850), pp. 15–16 のウィリアムズ医師の発言より抜粋。
8. ↑   Harlow (1848), p. 390 より抜粋。
9. ↑  Harlow 1848 と Harlow 1868より抜粋。
10. ↑  
Harlow (1848), pp. 391–3;
Bigelow (1850), pp. 17–19;
Harlow (1868), pp. 334–8.
11. ↑   Harlow (1849); Harlow (1868), p. 338–9
12. ↑  
Harlow (1868), p. 340
13. 1 2 3 4  Harlow (1868), pp. 339–342.
14. 1 2  Macmillan, M. “Phineas Gage: Unanswered questions”. 2009年9月7日時点のオリジナルよりアーカイブ。2009年10月2日閲覧。
15. ↑  
Harlow (1848) p. 389; Bigelow (1850) pp. 21–2; Harlow (1868) pp. 343, 345; Dupuy (1877); Ferrier (1878). 
以下も参照のこと：
  - Bramwell, B. (1888) The Process of Compensation and some of its Bearings on Prognosis and Treatment Br. Med. J. 1(1425):835–840 doi:10.1136/bmj.1.1425.835
  - Cobb, S. (1940) Review of neuropsychiatry for 1940.  Arch. Internal Medicine.  66:1341–54
  - Cobb, S. (1943) Borderlands of psychiatry.  Harvard University Press.
  - Tyler, K.L. and Tyler, H.R. (1982) A "Yankee Invention": the celebrated American crowbar case.  Neurology 32:A191.
16. 1 2  
Damasio H., Grabowski T., Frank R., Galaburda AM., Damasio AR (1994). “The return of Phineas Gage: clues about the brain from the skull of a famous patient”. Science 264 (5162):  1102–5. doi:10.1126/science.8178168. PMID 8178168.
17. ↑  See Macmillan (2008), pp. 829–30.
18. ↑  Damasio A.R.; Everitt, B. J.; Bishop, D. (1996). “The somatic marker hypothesis and the possible functions of the prefrontal cortex”. Phil. Trans. Royal Soc. of London, Series B—Biological Sciences 351 (1346):  1413–20. doi:10.1098/rstb.1996.0125. PMID 8941953.
19. ↑  Harlow (1848), p. 393.
20. ↑  Macmillan (2001) p. 161 ; Macmillan (2000), p. 94.
21. ↑  Macmillan (2000), pp. 90, 375
22. ↑  Macmillan 2000, pp. 117–8 (Table 6.1); Harlow 1868, pp. 339–41,345
23. ↑  Macmillan (2000) pp. 90–95.
24. ↑  ゲージについての評価は、Macmillan, M. “Phineas Gage's Story”. 2009年10月2日閲覧。 と Macmillan (2000) (esp. pp. 116–119 and chs. 13–14)で分析されている。
25. ↑  
Nicholl, Jeffrey S., M.D. (2009年). “Dementia Cases—Problem #1”. Neurology Clerkship.  New Orleans:  Tulane University School of Medicine. 2009年11月1日閲覧。
26. 1 2  
Damasio A.R. (2005). “A Modern Phineas Gage”. Descartes' Error: Emotion, Reason, and the Human Brain. ISBN 0-14-303622-X (1st ed.: 1994)
27. ↑  Hockenbury D.H. and S.E. Hockenbury (1997) Psychology
28. ↑  Macmillan (2000), p. 107
29. ↑  Macmillan (2000), p. 290; Macmillan (2008), p. 831.
30. ↑  Ferrier, D. (1877–79) Correspondence with Henry Pickering Bowditch. Countway Library (Harvard University) Mss., H MS c 5.2 (transcribed in Macmillan 2000, pp. 464–5)
31. ↑  
Sizer, Nelson (1888). Forty years in phrenology; embracing recollections of history, anecdote, and experience. Fowler & Wells. p. 194
32. ↑  例としてCarlson, N.R. (1994). Physiology of Behavior. p. 341. ISBN 0-205-07264-X さらなる議論は
Macmillan (2000), p. 246を参照。
33. ↑  
Macmillan (2000), p. 250, and see chs. 10–11 generally; see also
Macmillan, M. “Phineas Gage and Frontal Lobotomies”. 2009年10月2日閲覧。
34. ↑  Fleischman (2002)
35. 1 2 3  Macmillan (2008), p. 831
36. 1 2  
Macmillan, M. “More About Phineas Gage”. 2009年10月2日閲覧。
37. ↑  Twomey (2010)
38. 1 2  Wilgus (2009)
39. ↑  
Wilgus, B. & J. “Meet Phineas Gage”. 2009年10月2日閲覧。
40. ↑  Deakin.edu.au Archived 2009年9月7日, at the Wayback Machine.

## より深い理解のために
一般向けの読み物・閲覧物として
- Fleischman, J. (2002). Phineas Gage: A Gruesome but True Story About Brain Science. ISBN 0-618-05252-6 (Aimed at middle-school students)
- Macmillan, M. The Phineas Gage Information page, School of Psychology, Deakin University, Victoria, Australia, including “Phineas Gage: Unanswered questions”. 2009年9月7日時点のオリジナルよりアーカイブ。2009年10月2日閲覧。
- — (2008年). “Phineas Gage—Unravelling the myth The Psychologist (British Psychological Society), 21(9):828–831”. 2012年8月18日閲覧。
- — (2000). An Odd Kind of Fame: Stories of Phineas Gage. MIT Press. ISBN 0-262-13363-6 (Appendices reproduce Harlow 1848, 1849, and 1868; Bigelow 1850; and other key sources, some unavailable elsewhere.)
  - Paperback edition, 2002. ISBN 0-262-63259-4.
  - See also Macmillan, Corrections to An Odd Kind of Fame.
  - Review: Seamus Sweeney. “An odd kind of fame”.   nthposition.com. 2012年8月18日閲覧。
- Ratiu et al., Video reconstruction of tamping iron passing through Gage's skull in P. Ratiu and I.F. Talos (2004). “Images in Clinical Medicine: The Tale of Phineas Gage, Digitally Remastered”. New England Journal of Medicine 351 (23):  e21 (Web only). doi:10.1056/NEJMicm031024. PMID 15575047. Technical description at Ratiu P., I.F. Talos, S. Haker, S. Lieberman, P. Everett (2004). “The tale of Phineas Gage, digitally remastered”. Journal of Neurotrauma 21 (5):  637–43. doi:10.1089/089771504774129964. PMID 15165371.
- Twomey,S. (2010). “Finding Phineas”. Smithsonian Magazine 40 (10):  8–10 (January 2010).
- Wilgus, B. & J.; Wilgus, B (2009). “Face to Face with Phineas Gage”. J. Hist. Neurosciences 18 (3):  340–345. doi:10.1080/09647040903018402. PMID 20183215.
- Hammond, Claudia and Lee, Dave. "Phineas Gage: The man with a hole in his head". BBC News. 6 March 2011.

専門家向け
- Barker, F.G. II (1995) "Phineas among the phrenologists: the American crowbar case and nineteenth-century theories of cerebral localization." J. Neurosurg 82:672–682
- Harlow, John Martyn (1868). "Recovery from the Passage of an Iron Bar through the Head." Publications of the Massachusetts Medical Society 2:327–347 (Republished in Macmillan 2000).
- Macmillan, M. (1986). “A wonderful journey through skull and brains: The travels of Mr. Gage's tamping iron”. Brain and Cognition 5 (1):  67–107. doi:10.1016/0278-2626(86)90062-X. PMID 3513803.
- — (2000). “Restoring Phineas Gage: A 150th retrospective”. Journal of the History of the Neurosciences 9 (1):  42–62. doi:10.1076/0964-704X(200004)9:1;1-2;FT046.
- — (2001). “John Martyn Harlow: 'Obscure Country Physician'?”. Journal of the History of the Neurosciences 10 (2):  149–162 at 161. doi:10.1076/jhin.10.2.149.7254.
- Macmillan, M. and M.L. Lena (May 17, 2010). “Rehabilitating Phineas Gage”. Neuropsychological Rehabilitation 20:  1–18. doi:10.1080/09602011003760527. PMID 20480430.

引用された他の著作物
- Bigelow, Henry Jacob (1850). "Dr. Harlow's case of Recovery from the passage of an Iron Bar through the Head." American Journal of the Medical Sciences 20:13–22  (Republished in Macmillan 2000).
- Dupuy, E. (1877) "A critical review of the prevailing theories concerning the physiology and the pathology of the brain: localisation of functions, and mode of production of symptoms." Part II. Medical Times and Gazette v.II pp. 356–8.
- Ferrier, D. (1878) "The Goulstonian lectures of the localisation of cerebral disease." Lecture I (concluded). Br. Med. J., 1(900):443–7
- Harlow, John Martyn (1848). "Passage of an iron rod through the head". Boston Medical and Surgical Journal 39:389–393  (Republished in Neylan, T.C. (1999) "Frontal Lobe Function: Mr. Phineas Gage's Famous Injury." Journal of Neuropsychiatry and Clinical Neuroscience. 11, 281–283; and in Macmillan 2000).
- — (1849). Letter in "Medical Miscellany." Boston Medical and Surgical Journal 39:506–7 (Republished in Macmillan 2000).
- Lena, M.L. and M. Macmillan (March 2010). “Picturing Phineas Gage”. Invited comment. Smithsonian Magazine:  4.